# Laghi dell'Africa
Questa è una lista dei 16 più grandi laghi africani in ordine di superficie:
| Nome                     | Superficie | Stati di estensione                            |
| ------------------------ | ---------- | ---------------------------------------------- |
| Lago Vittoria            | 68100      | Kenya, Tanzania, Uganda                        |
| Lago Tanganica           | 32893      | Burundi, Tanzania, Rep. Dem. del Congo, Zambia |
| Lago Malawi (o Niassa)   | 30800      | Malawi, Mozambico, Tanzania                    |
| Lago Ciad                | 16300      | Camerun, Ciad, Niger, Nigeria                  |
| Lago Turkana (o Rodolfo) | 6400       | Etiopia, Kenya                                 |
| Alberto                  | 5400       | Uganda, Rep. Dem. del Congo                    |
| Lago Bangweulu           | 5000       | Zambia                                         |
| Lago Mweru               | 4920       | Repubblica Democratica del Congo, Zambia       |
| Chott el Jerid           | 4900       | Tunisia                                        |
| Lago Rukwa               | 3700       | Tanzania                                       |
| Lago Tana                | 3630       | Etiopia                                        |
| Lago Kivu                | 2650       | Ruanda, Rep. Dem. del Congo                    |
| Lago Eduardo             | 2200       | Uganda, Rep. Dem. del Congo                    |
| Lago Kyoga               | 1300       | Uganda                                         |
| Lago Eyasi               | 1200       | Tanzania                                       |
| Lago Abaya               | 1000       | Etiopia                                        |